# Bons alemanys
Bons alemanys és una expressió irònica que neix després de la II Guerra Mundial entre les tropes aliades anglòfones. Fa referència a aquells ciutadans de l'Alemanya nazi que, un cop passada la guerra, tractaven de justificar-se explicant que ells mai havien donat suport al nazisme, tanmateix van mantenir un silenci i una passivitat acomodatícia davant les injustícies del nazisme per no entrar en conflictes que poguessin pertorbar o perjudicar el seu benestar o el del règim.
L'expressió duu una càrrega irònica, crítica i pejorativa i s'acostumava a aplicar especialment a aquells ciutadans alemanys que afirmaven ignorar l'holocaust, els camps de concentració o els crims de guerra del seu país.
Posteriorment l'expressió s'ha utilitzat per denunciar, de forma metafòrica, a les persones i grups que es desentenen, fingeixen no saber o adopten una actitud passiva davant els crims d'estat, sense adoptar cap mesura, restant en un silenci passiu, subreptíciament còmplice i convenient que els evita complicacions, confrontacions i que al cap de vall els beneficia.
En aquest aspecte, a la pel·lícula Spotlight, Michael Rezendes (interpretat per Mark Ruffalo) utilitza l'expressió «Good germans» durant una conversa amb el seu editor Ben Bradlee (interpretat per John Slattery), aplicant-la a la situació de silenci davant els casos de pederàstia de l'església denunciats pel seu diari.
BB - Si n'hi hagués noranta, molta gent ho sabria!
MR – Potser ho saben.
BB - I ningú ha dit res?
MR - ... Bons alemanys.
La pel·lícula El bon alemany (2006) utilitza l'expressió per donar títol al film on es tracta el tema.